# Juzbado
Juzbado is een gemeente in de Spaanse provincie Salamanca in de regio Castilië en León met een oppervlakte van 21,74 km². Juzbado telt 174 inwoners (1 januari 2016).

## Demografische ontwikkeling

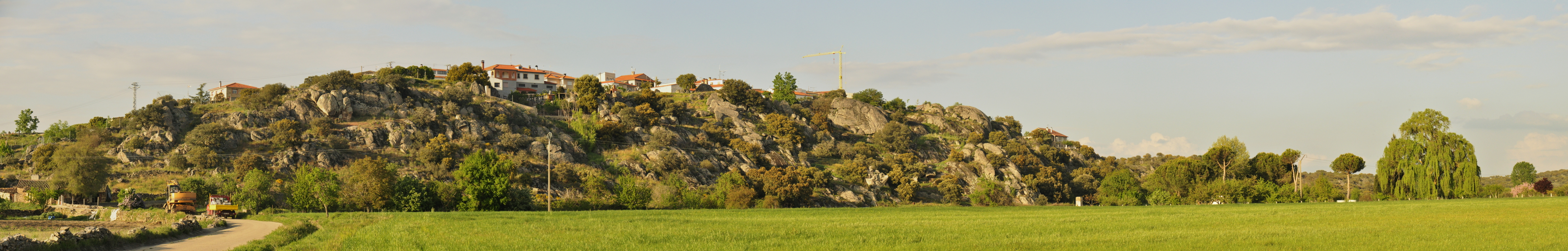
Uitzicht op Juzbado

Bron: INE, 1857-2011: volkstellingen